# Counter-Strike: Source
Counter-Strike: Source (oficial abreviat CSS) este un joc video de tip First-Person Shooter (FPS) creat de către Valve Corporation. Acesta este o versiune nouă a jocului Counter-Strike folosind motorul grafic Source. La fel ca și în jocul original Counter-Strike, în Counter-Strike: Source este vorba de o echipă antitero ce încearcă să oprească echipa de teroriști într-o serie de runde. Fiecare rundă este câștigată print-un anumit obiectiv îndeplinit (fie detonarea bombei, fie salvarea ostaticilor) sau prin eliminarea tuturor membrilor echipei adverse.CSS are aceleasi harti dar si unele diferente.
Link extern Counter-Strike: Source Arhivat în 15 august 2022, la Wayback Machine.
1. 1 2  Steam, accesat în 30 octombrie 2024
2. ↑  Steam